# Dolomitenlauf
Dolomitenlauf – długodystansowy bieg narciarski, rozgrywany co roku w drugiej połowie stycznia, w kraju związkowym Tyrol, w okolicach miasta Lienz. Bieg ten należy do cyklu  Worldloppet i FIS Worldloppet Cup. Zawodniczki i zawodnicy rywalizują na dystansie 42 km techniką dowolną. Pierwsza edycja biegu miała miejsce w 1970 roku, a wzięło w niej udział 48 biegaczy. Kilkakrotnie zawody odwoływano z powodu braku śniegu (między innymi w 2000, 2002 i 2007 roku). By zagwarantować odbycie się biegu organizatorzy równocześnie przygotowują trasę w pobliskim Obertilliach, położonym na wysokości około 1400 m n.p.m., gdzie pokrywa śnieżna utrzymuje się dłużej. 
Trasa biegu prowadzi z Lienzu doliną Drawy przez wsie Lavant, Pirkach, Nikolsdorf, Dölsach i Tristach z powrotem do mety w Lienzu.
Spośród reprezentantów Polski największy sukces odniosła Dorota Dziadkowiec, która w 1992 roku zajęła drugie miejsce (wygrała Litwinka Vida Vencienė).

## Lista zwycięzców od 2000 roku
| Rok  | Mężczyźni              | Kobiety              |
| ---- | ---------------------- | -------------------- |
| 2000 | Zawody odwołane        | Zawody odwołane      |
| 2001 | Christian Hoffmann     | Swietłana Nagiejkina |
| 2002 | Zawody odwołane        | Zawody odwołane      |
| 2003 | Pietro Piller Cottrer  | Lara Peyrot          |
| 2004 | Markus Hasler          | Maria Schönach       |
| 2005 | Christian Hoffmann     | Kateřina Neumannová  |
| 2006 | Silvio Fauner          | Irina Terentjeva     |
| 2007 | Zawody odwołane        | Zawody odwołane      |
| 2008 | Tullio Grandelis       | Tatjana Jambajewa    |
| 2009 | Teemu Kattilakoski     | Susanna Nevala       |
| 2010 | Fabio Santus           | Jenny Hansson        |
| 2011 | Fabio Santus           | Seraina Mischol      |
| 2012 | Fabio Santus           | Wałentyna Szewczenko |
| 2013 | Sergio Bonaldi         | Olga Michajłowa      |
| 2014 | Petr Novák             | Riitta-Liisa Roponen |
| 2015 | Toni Livers            | Holly Brooks         |
| 2016 | Bastien Poirrier       | Aurélie Dabudyk      |
| 2017 | Ivan Perrillat Boiteux | Aurélie Dabudyk      |
| 2018 | Adrien Mougel          | Aurélie Dabudyk      |
| 2019 | Toni Livers            | Maria Gräfnings      |
| 2020 | Raul Szakirzianow      | Anna Seebacher       |
| 2021 | Zawody odwołane        | Zawody odwołane      |
| 2022 | Zawody odwołane        | Zawody odwołane      |
| 2023 | Simon Perruche         | Émilie Bulle         |
| 2024 | Giovanni Ticco         | Petra Hynčicová      |
| 2025 | Lorenzo Busin          | Oona Kettunen        |